# Schronisko w Skale Jaś i Małgosia
Schronisko w Skale Jaś i Małgosia, Schronisko w I Bramie Mirowskiej, Schronisko w Bramie Mirowskiej – jaskinia typu schronisko w skale Jaś i Małgosia. Znajduje się w należącym do Częstochowy osiedlu Mirów, na prawym brzegu rzeki Warta, tuż za tapicerskim zakładem produkcyjnym. Pod względem geograficznym jest to Równina Janowska na Wyżynie Częstochowskiej. Skały Jaś i Małgosia wraz ze znajdującą się naprzeciwko, na lewym brzegu Warty Balikową Skałą tworzą Bramę Mirowską, stąd dawne nazwy tej jaskini.

## Opis obiektu
Dwa główne otwory schroniska znajdują się u wschodniej (dokładniej ENE) i północno-zachodniej podstawy skały, ale schronisko ma jeszcze dwa niewielkie prześwity. Największy, wschodni otwór ma szerokość 2,5 m i wysokość 0,5 m. Otwór północno-zachodni ma szerokość 1,3 m, wysokość 0,5 m i znajduje się na wysokości 3 m nad podstawą skały.
Schronisko powstało w późnojurajskich wapieniach na dwóch krzyżujących się pęknięciach, jedno z nich było pionowe, drugie poziome. Za otworami jest niewielka salka o wymiarach 3 × 4 m, ale niska – o wysokości 0,7 m. Schronisko ma skorodowane ściany z licznymi wymyciami i wnękami, bez nacieków. Tylko przy wschodnim otworze jest nieco próchnicznego namuliska, poza tym spąg jest kamienisty. Schronisko jest suche i w całości widne. Roślin brak, zwierząt nie zaobserwowano.

## Historia poznania
Schronisko znane było od dawna. J. Premik w 1934 r. pisał: „Dolina rzeki na tym odcinku ma charakter rzeki przełomowej. Płynie ona tutaj wartko wśród nagich i poszarpanych skał wapiennych, które rozpadają się w fantastyczne kształty, kominy i iglice. Tu i ówdzie na przepaścistym jasnym brzegu wapiennym widnieją czarne plamy tajemniczych grot”. Schronisko wzmiankowali M. Szelerewicz i A. Górny w 1986 r. Jego plan opracował. J. Zygmunt w 2013 r.

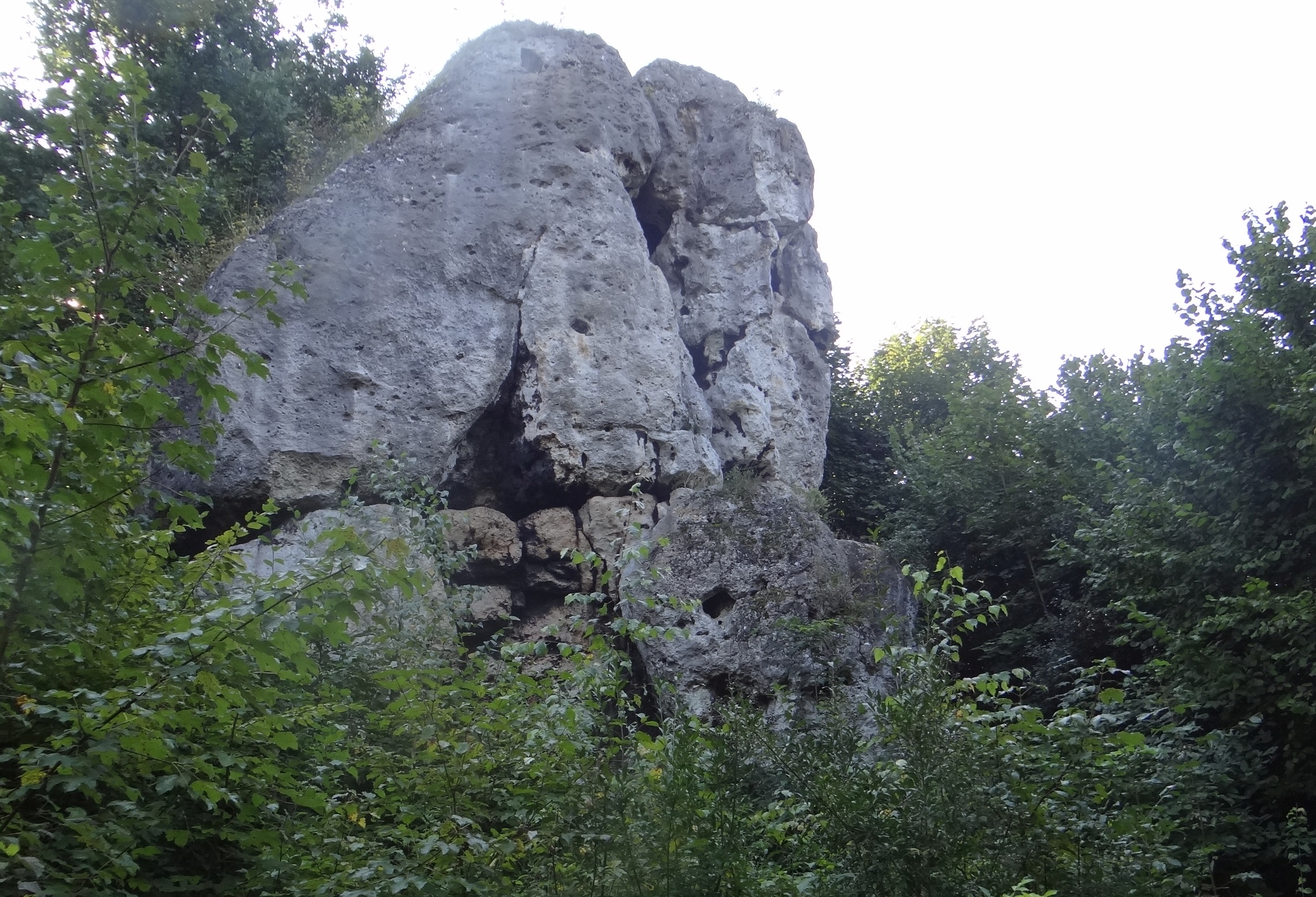
Skała Jaś i Małgosia
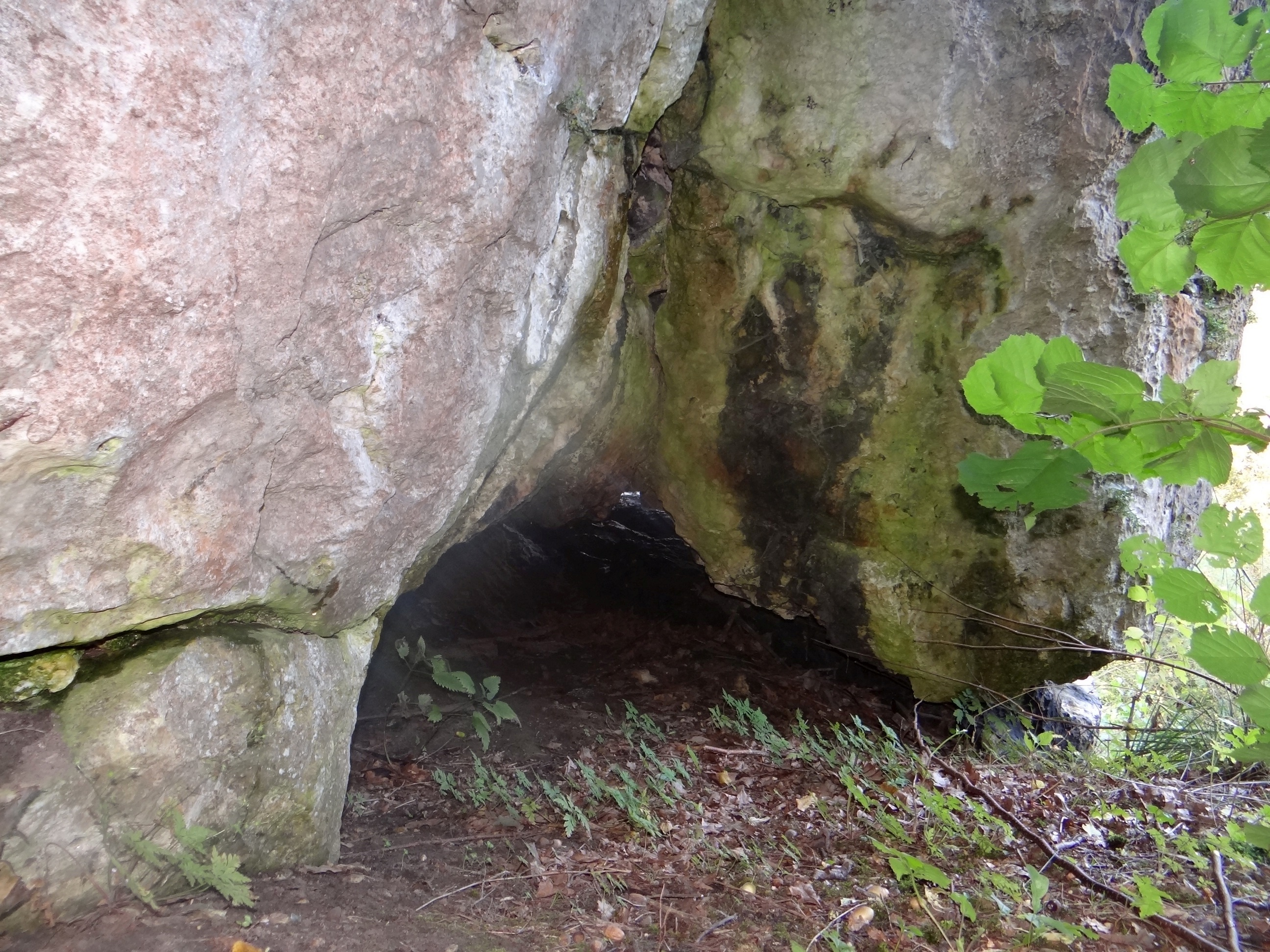
Wschodni otwór schroniska